# Garaguso
Garaguso é uma comuna italiana da região da Basilicata, província de Matera, com cerca de 1.193 habitantes. Estende-se por uma área de 38 km², tendo uma densidade populacional de 31 hab/km². Faz fronteira com Calciano, Grassano, Oliveto Lucano, Salandra, San Mauro Forte.

## Demografia
| Variação demográfica do município entre 1861 e 2011                               |
|                                                                                   |
| Fonte: Istituto Nazionale di Statistica (ISTAT) - Elaboração gráfica da Wikipedia |